# تايلر غيليت
تايلر غيليت (بالإنجليزية: Tyler Gillett)‏ هو منتج أفلام ومصور سينمائي ومخرج أمريكي، ولد في 6 مارس 1982 في فلاغستاف في الولايات المتحدة.

## وصلات خارجية
- تايلر غيليت على موقع IMDb (الإنجليزية)
- تايلر غيليت على موقع ألو سيني (الفرنسية)
- تايلر غيليت على موقع أول موفي (الإنجليزية)
- تايلر غيليت على موقع قاعدة بيانات الأفلام السويدية (السويدية)
- تايلر غيليت على موقع قاعدة بيانات الفيلم (الإنجليزية)
- تايلر غيليت على موقع كينوبويسك (الروسية)